# James Fitzmaurice

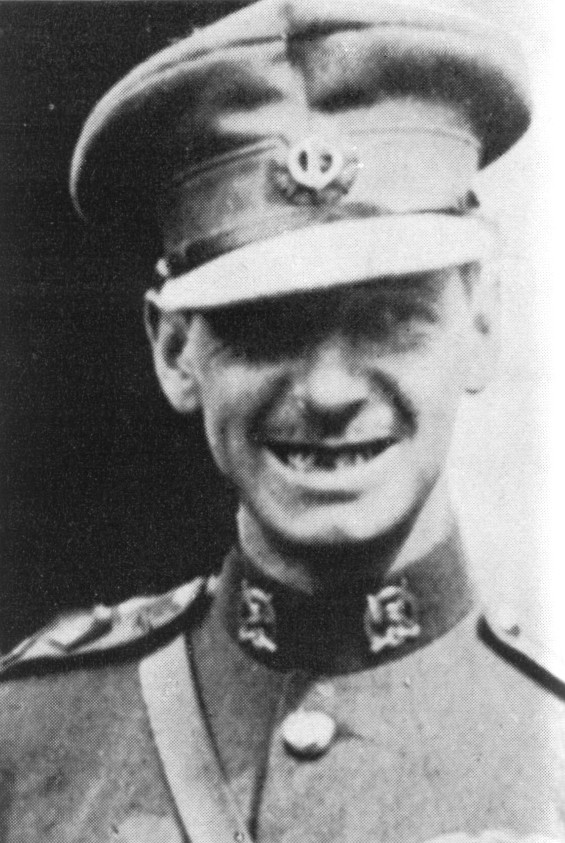
James Fitzmaurice

James Michael Christopher Fitzmaurice (* 6. Januar 1898 in Dublin; † 26. September 1965 ebenda) war ein Pilot der irischen Luftwaffe, zuletzt im Rang eines Colonels (Oberst); er gilt als größter Flieger Irlands, Weltruhm erlangte er durch eine fliegerische Pionierleistung gemeinsam mit den beiden Deutschen Hermann Köhl und Ehrenfried Günther Freiherr von Hünefeld: Ihnen gelang am 12./13. April 1928 die erste Überquerung des Atlantiks in Ost-West-Richtung mit einem Flugzeug (nämlich der Junkers W 33 Bremen). Des Weiteren machte sich Fitzmaurice nachhaltig um den Aufbau der irischen Luftwaffe (Irish Air Corps) verdient. Auch war er eine der treibenden Kräfte bei der Gründung der irischen Fluggesellschaft Aer Lingus.

## Biografie
Seine Eltern waren Michael FitzMaurice und Mary Agnes geb. O’Riordan und wohnten an der North Circular Road, Dublin. 1902 zog die Familie nach Port Laoise (damals Maryborough), wo sein Vater im dortigen Gefängnis arbeitete.
James ging von Januar 1905 bis Ende 1913 dort zur Schule (St. Mary’s und dann Christian Brothers School Port Laoise), schaffte den Abschluss allerdings nur mit äußerst mäßigen Ergebnissen. Seine weitere Ausbildung in Waterford musste er allerdings wegen schlechten Benehmens zwangsweise abbrechen.
Kurz darauf brach der Erste Weltkrieg aus, und der erst Sechzehnjährige meldete sich freiwillig zum Dienst bei den Irish National Volunteers, wo das Mindesteintrittsalter allerdings auf 19 Jahre festgesetzt war. Als seine Eltern dies herausfanden, sorgten sie für seine Entlassung. Wenig später wurde er allerdings erneut zum britischen Militär eingezogen und 1915 nach Frankreich geschickt. Dort galt er bald als außergewöhnlich wagemutiger und kühner Soldat und machte schnell Karriere. Erst im Mai 1916 von einem Lazarettaufenthalt wegen einer Verwundung an die Front zurückgekehrt, erlebte er u. a. die Schlacht an der Somme und zeichnete sich dort erneut aus. Mit erst 19 Jahren wurde er im Januar 1917 zum Korporal und bereits im November 1917 zum Unterleutnant befördert. Schließlich wurde er zum 1. Juni 1918 zur Militärpilotenschule nach Reading abgeordnet. Nach der Ausbildung sollte er ab dem 11. November 1918 als Kampfflugzeugpilot wieder in Frankreich eingesetzt werden, was durch den an ebendiesem Tag geschlossenen Waffenstillstand jedoch überflüssig wurde und somit unterblieb.
Knapp zwei Monate später, am 6. Januar 1919 heiratete er Violet „Bill“ Clarke, eine frühere Mitarbeiterin der Royal Air Force. Er blieb in der Luftwaffe und wurde als Navigationsoffizier im Luftpostdienst eingesetzt. Im Mai 1919 war er Navigator beim ersten europäischen Nachtpostflug von Folkestone nach Boulogne. Die bei diesen Nachtflügen gesammelten Erfahrungen sollten ihm später sehr zugutekommen. Vorübergehend verließ er das Militär und arbeitete anderthalb Jahre als Versicherungsvertreter, wurde damit jedoch nicht glücklich und trat daher im Mai 1921 wieder in die Luftwaffe ein. Als er jedoch kurz darauf nach Indien versetzt werden sollte, quittierte er im August wiederum den britischen Militärdienst, denn im Mai 1921 war seine einzige Tochter Patricia geboren; und Fitzmaurice wollte eine Trennung von seiner jungen Familie nicht hinnehmen. Daher zog er mit Frau und Kind in seine irische Heimat, die wenige Monate später, im Dezember 1921, unabhängig wurde; im folgenden Jahr trat er als Leutnant in das neu gegründete Fliegerkorps der irischen Armee ein und wurde nun in die Wirren des beginnenden Bürgerkriegs hineingezogen, wobei er . wurde am 1. September 1927 Kommandant des Irish Air Corps, das sein Hauptquartier in Baldonnel, 19 km südwestlich von Dublin, hatte.

### Transatlantikflug
Fitzmaurice hatte seit dem geglückten Atlantikflug West–Ost von John Alcock und Arthur Whitten Brown im Jahr 1919 eigene Atlantikflugpläne in entgegengesetzter Richtung, was wegen der vorherrschenden Winde und Strömungen Motorflugzeugen lange Zeit als unmöglich galt. Bereits 1925 hatte er die nötigen Geldmittel zur Finanzierung eines solchen Unternehmens gesammelt, jedoch wurde ihm in jenem und im Folgejahr die Erlaubnis zum Start verweigert, da man den Aufbau des irischen Fliegerkorps nicht durch waghalsige Unternehmen gefährden wollte. Erst am 16. September 1927 konnte Fitzmaurice von Baldonnel aus gemeinsam mit dem Schotten R. H. Mac Intosh zu einem Atlantikflugversuch starten. Ihr Flugzeug war der 550 PS starke Fokker-Hochdecker „Princess Xenia“. Die Flieger mussten nach Erreichen des Ozeans wegen ungünstiger Witterung umkehren. War ihr Vorhaben auch gescheitert, so erregten sie dennoch Aufmerksamkeit, und deutsche Flieger zogen Baldonnel als künftigen Startplatz weiterer Atlantikflugversuche in Erwägung.
Nachdem nämlich mehrere ähnliche Versuche von Fliegern aus verschiedenen Ländern sämtlich gescheitert waren und oftmals tragisch geendet hatten (insgesamt waren 29 Todesopfer zu beklagen, darunter der französische Kriegsfliegerheld Charles Nungesser), galten weitere Bemühungen in dieser Richtung zunehmend als unverantwortbar und selbstmörderisch. Der amerikanische Pionierflieger Charles Lindbergh, der 1927 den ersten Alleinflug über den Atlantik, allerdings in West-Ost-Richtung, unternahm, verglich einen Flug in umgekehrter Richtung mit der Besteigung des (vorläufig als unbezwingbar geltenden) Mount Everest.
In Deutschland war es seinerzeit der Propagandachef beim Norddeutschen Lloyd (NDL), Ehrenfried Günther Freiherr von Hünefeld, gewesen, der trotz allem entsprechende Projekte initiiert hatte; er selbst war zu diesem Zeitpunkt bereits unheilbar an Krebs erkrankt und wusste dies. Auch nach einem im August 1927 wegen schlechten Wetters abgebrochenen Versuch mit zwei eigens für diesen Zweck umgebauten Maschinen vom Typ Junkers W 33 (nach den neuesten NDL-Ozeandampfern Bremen und Europa benannt) wollte er seine Vision von einem Amerikaflug nicht aufgeben. Die Maschinen hatten u. a. einen gegenüber der Standardversion leistungsgesteigerten Motor (360 statt 310 PS) und wiesen Flügelohren (Winglets) auf, die zur Stabilisierung gedacht waren.
Da Hünefeld befürchtete, in Deutschland ein Startverbot zu bekommen, ließ er die Bremen Ende März 1928 heimlich nach Baldonnel in Irland überführen und flog dabei selbst mit. Pilot war Hermann Köhl, der die Maschine bereits beim ersten, gescheiterten, Versuch gesteuert hatte. Er war ein erfahrener Kriegsflieger und der damalige Nachtflugleiter der Luft Hansa, erhielt aber einstweilen eine (später zurückgenommene) fristlose Kündigung, als seine Eigenmächtigkeit bekannt wurde. Allerdings war erst kurz zuvor, am 13. März 1928, ein weiterer Atlantikflug tödlich ausgegangen; die beiden britischen Piloten, Walter G. Hinchcliffe und Elsie Mackay, waren ausgerechnet von Baldonnel aus gestartet.
In James Fitzmaurice, der aufgrund seiner Postflüge über einschlägige Nachtflugerfahrung verfügte, lernten die beiden Deutschen indes einen ebenso begeisterten wie kongenialen Partner kennen; daher luden sie ihn ein, sich an ihrem Überflugversuch zu beteiligen, was Fitzmaurice sehr gern annahm (ursprünglich hätte ein Pilot der Junkers-Werke die Besatzung komplettieren sollen). Allerdings hatte Fitzmaurice als irischer Offizier zunächst Schwierigkeiten, eine Fluggenehmigung zu bekommen; erst am  4. April stimmte der Stabschef, Colonel S. O. Higgins, unter der Bedingung zu, dass Fitzmaurice völlig auf eigenes Risiko flog; folglich wurde ihm ein zweckgebundener Urlaub auf unbestimmte Zeit gewährt, womit allerdings das Recht verbunden war, weiterhin in Uniform die irische Luftwaffe zu repräsentieren, was er dann auch tat.

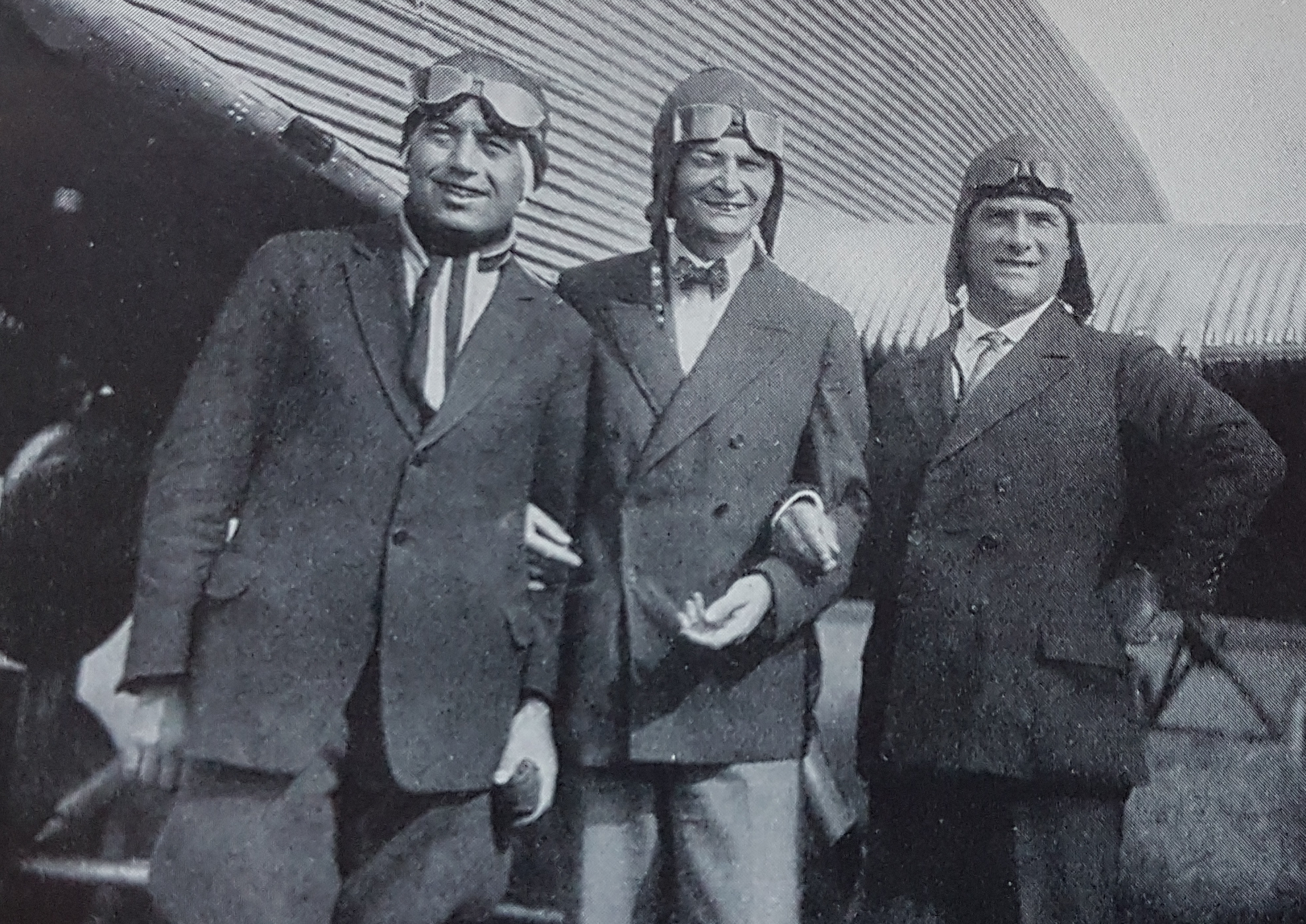
Fitzmaurice (links) mit seinen beiden Kameraden Hünefeld und Köhl

Wenig später meldete das britische Luftfahrtministerium günstiges Wetter, und das Flugzeug, war inzwischen von zwei deutschen Mechanikern, die eigens von den Junkers-Werken gekommen waren, auf bestmögliche Weise für den Flug vorbereitet worden. Zahlreiche Schaulustige fanden sich ein – darunter der Präsident des irischen Freistaates, William T. Cosgrave –, als die Bremen am 12. April mit Köhl und Fitzmaurice als Piloten und Hünefeld als Passagier und Steward von Baldonnel aus startete. Alle drei betrachteten den Flug als Beitrag zur Völkerverständigung, aber zugleich auch als patriotische Tat; daher setzten sie beim Start politische Zeichen und präsentierten die Flaggen des jungen irischen Staates und des untergegangenen deutschen Kaiserreiches aus dem Cockpit.
Bereits dieser Start (mit Köhl am Steuerknüppel) auf dem von vorausgegangenen Regenfällen noch durchweichten Platz war ein äußerst schwieriges und gefährliches Unterfangen; obwohl vorher der Startweg sorgfältig präpariert worden war, gelang es nur mit großer Mühe, mit dem überladenen Flugzeug einen am Ende der Startbahn gelegenen, vier Meter hoher Erdwall mit dahinter stehenden hohen Bäumen zu überfliegen. In der Rückschau beschrieb Fitzmaurice den Start als „das Gefährlichste, was ich je in meinem Leben erlebt habe“. Danach allerdings war er sich sicher, dass das Wagnis gelingen würde und sie etwas schaffen würden, was niemandem zuvor gelungen war. Im Bewusstsein des historischen Moments äußerte er im Nachhinein: „It seemed to be that my whole life to date had been nothing more than a preparation for this moment.“ („Es erschien mir so, als ob mein ganzes bisheriges Leben lediglich eine Vorbereitung für diesen Moment gewesen war.“)
Die nächsten zwanzig Stunden verliefen ohne wesentliche Schwierigkeiten, doch dann geriet der Flug angesichts von Nebel, Wolken und einem orkanartigen Sturm zu einer echten Herausforderung für die beiden Piloten. Obwohl sie beide über einschlägige Blindflugerfahrung verfügten, verlangte ihnen dieser Nachtflug ihr ganzes Können bis zur Erschöpfung ab; in kurzen Abständen wechselten sie sich mit der Flugzeugführung ab. Zeitweilig froren die Instrumente ein, doch Fitzmaurice gelang es, sie wieder zum Funktionieren zu bringen. Der Bordkompass erlaubte aufgrund der heftigen Eigenbewegungen des Flugzeugs zeitweilig keine zuverlässige Positionsbestimmung, und auch der Polarstern war während der gesamten Nacht nicht zu sehen, was insgesamt die Navigation äußerst erschwerte. Hinzu kamen starke Winde aus südlicher Richtung, so dass die Bremen von ihrer geplanten Route weit nach Norden abdriftete. Auch gab es technische Schwierigkeiten mit der Instrumentenbeleuchtung und einem Treibstoffleck. Im Zusammenhang mit diesen ernsten Problemen wird Fitzmaurice mit den Worten zitiert: „An Irishman is never scared.“ („Ein Ire hat niemals Angst.“)
Trotz aller Schwierigkeiten erreichten die Flieger, nachdem sie die Kursabweichung erkannt hatten, die kanadische Küste, wenngleich an die Erreichung ihres ursprünglichen Zieles, New York, nicht mehr zu denken war, da der Treibstoff zur Neige ging. Daher landeten sie schließlich nach sechsunddreißigeinhalbstündigem Flug auf einem zugefrorenen See auf der zu Québec zählenden, fast unbesiedelten Insel Greenly Island im St.-Lorenz-Golf. Antoine Letemplier, der elfjährige Sohn des Leuchtturmwärters, entdeckte das anfliegende Flugzeug als Erster und hielt es für einen fliegenden Fisch (flying fish), woraus sich später ein Wortspiel mit dem „fliegenden Fitz“ („Flying Fitz“) ableitete. Obwohl die Landung technisch perfekt gelang, brach das Flugzeug unmittelbar danach ins Eis ein und wurde am Fahrgestell beschädigt, außerdem war der metallene Propeller verbogen; allerdings war das Hauptziel des Unternehmens erreicht. Die drei Flieger indes erreichten den festen Boden nur durchnässt, woraufhin Hünefeld vorübergehend ernsthaft erkrankte.
Kurz vor seinem krankheitsbedingten Tod wenige Monate später bilanzierte Hünefeld, dass es – neben der meisterhaften Navigationskunst Köhls – wesentlich auch dem herausragenden fliegerischen Können Fitzmaurice' zuzuschreiben war, dass die drei Flieger vor dem Schicksal bewahrt blieben, das so zahlreiche andere auf derselben Route zuvor ereilt hatte.
Fitzmaurice gab kurz nach der Landung ein Telegramm über den erfolgreichen Flug an seine Frau auf mit den Worten: „Landed safely Greenly Island Straits of Belle Isle five thirty today spread the good love Fitz “ („Sicher gelanded auf Greenly Island[,] fünf Uhr dreißig [abends,] Belle-Isle-Straße[,] verbreite die gute [Nachricht!] In Liebe Fitz“). Leuchtturmwärter Letemplier brachte die Erfolgsmeldung per Hundeschlitten zur nahegelegenen Morsestation auf dem Festland, von dort verbreitete sie sich sehr schnell sowohl in Amerika als auch in Europa.
Die Reparatur des Flugzeugs gelang mit den vorhandenen Mitteln allerdings vorläufig nicht, obwohl auch die Bevölkerung der Umgegend tatkräftig Hilfe zu leisten versuchte. Daher wurden die Flieger zeitweilig Gäste des Leuchtturmwärterehepaars Letemplier und ihrer sechs Kinder. Wenig später wurde die Maschine von deutschen Spezialisten repariert, dann aber – nach einer erneuten Beschädigung – per Schiff nach Deutschland zurückgebracht.

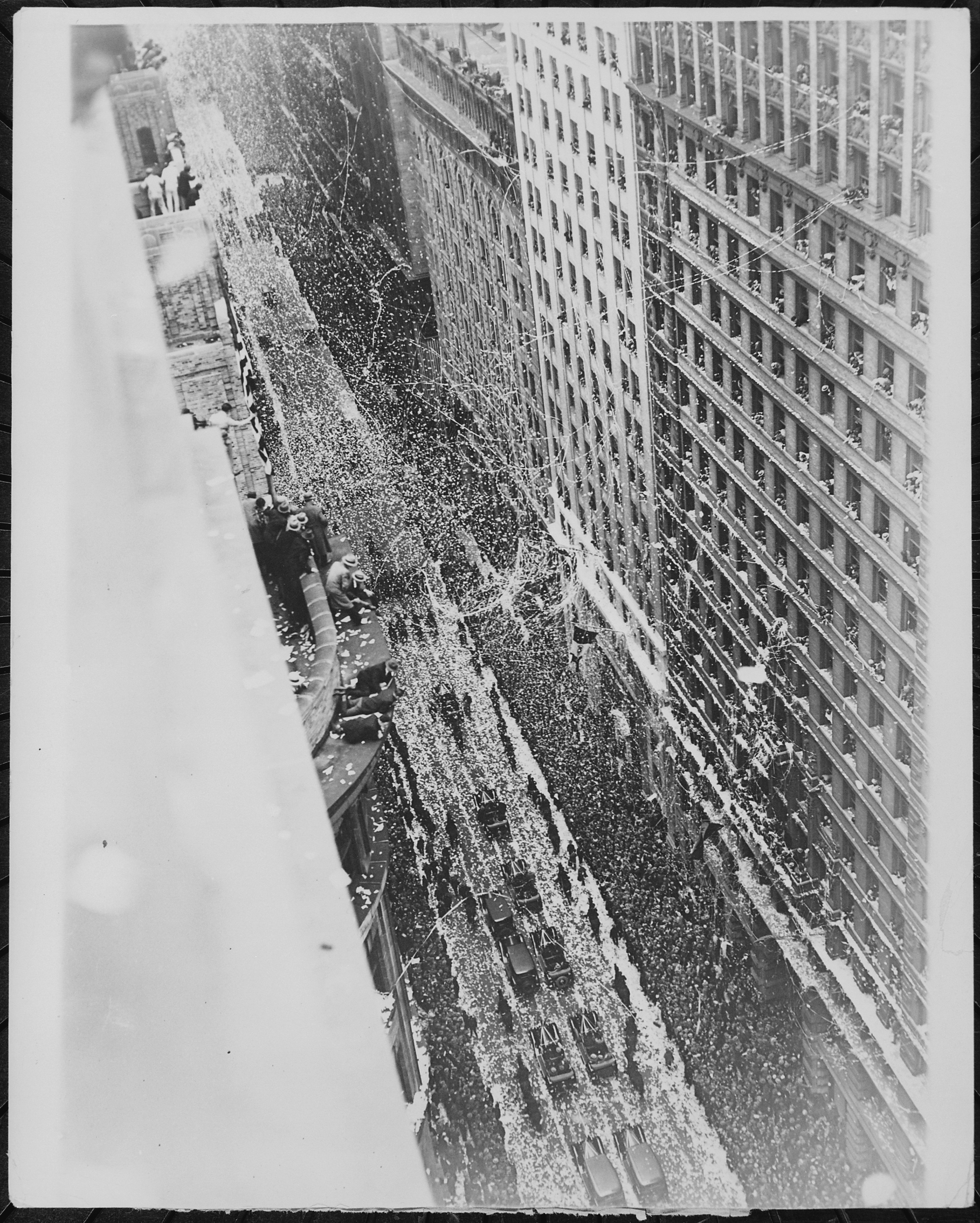
Konfettiparade in New York zu Ehren von Köhl, Fitzmaurice und Hühnefeld

Noch während die drei Atlantikflieger sich vergeblich bemühten, ihre Maschine wieder flugbereit zu machen, organisierten mehrere der bekanntesten amerikanischen Flieger ihre Abholung. Beteiligt an der Aktion waren unter anderem Bernt Balchen, Clarence Chamberlain, Charles Lindbergh, Duke Schiller und Floyd Bennett, wobei das Engagement des Letzteren tragisch endete; da er als Kopilot Balchens während des Fluges nach Greenly Island einen Rückfall einer Lungenentzündung erlitt, die er sich zuvor zugezogen hatte; nach einer Zwischenlandung in Chicago wurde er in ein Krankenhaus eingeliefert und verstarb dort wenig später.
Schließlich wurden die Flugpioniere am 26. April 1928 in einer von Bernt Balchen gesteuerten Ford 4-AT Trimotor von Greenly Island zum Flugplatz „Curtiss Field“ auf Long Island (Bundesstaat New York) geflogen. In der Folge wurden die Flugpioniere mit Jubelparaden und Glückwünschen überschüttet. Man nannte sie die „Drei Musketiere der Luft“ in Anlehnung an Alexandre Dumas’ bekannten Roman. Mehr als einen ganzen Monat lang wurden sie in zahlreichen US-amerikanischen und kanadischen Städten gefeiert und trafen mit vielen bekannten Persönlichkeiten zusammen. Allein in New York City säumten zwei Millionen Menschen die Straßen, als sie im offenen Wagen bei einer Konfettiparade auf einer 16 Kilometer langen Route durch die Stadt gefahren wurden, und eine Truppenparade mit über 10000 Soldaten wurde zu ihren Ehren abgehalten. In Chicago versammelten sich 100000 Menschen in einem Stadion, um die Flieger zu sehen. In Detroit (Michigan)trafen die Flieger u. a. mit Henry Ford zusammen, der sich sehr für die technischen Einzelheiten der Junkers-Maschine interessierte; selbstverständlich gehörte auch eine Besichtigung der Ford-Werke zum Festprogramm.
Erst im Juni 1928 kehrten die Flieger auf dem Dampfer Columbus nach Europa zurück, wonach sie u. a. von Reichspräsident Paul von Hindenburg (21. Juni 1928) in Berlin und auch dem ehemaligen Kaiser Wilhelm II. (6. Juli 1928) in dessen Exil in Doorn empfangen wurden. Weitere Ehrungen erlebten sie in Irland, England (London), Österreich und Ungarn. Die Bremen war inzwischen von deutschen Spezialisten in Kanada repariert, jedoch bei einem weiteren Flug erneut beschädigt worden, woraufhin sie auf dem Seeweg ebenfalls nach Deutschland geholt wurde.
Fitzmaurice wurde rückwirkend zum 13. April 1928, dem Tag der Landung in Kanada, zum Major befördert, und bereits wenig später, am 24. August 1928, erfolgte die Ernennung zum Colonel.

Fitzmaurice, der seine deutschen Kameraden um viele Jahre überlebte, schrieb später: 

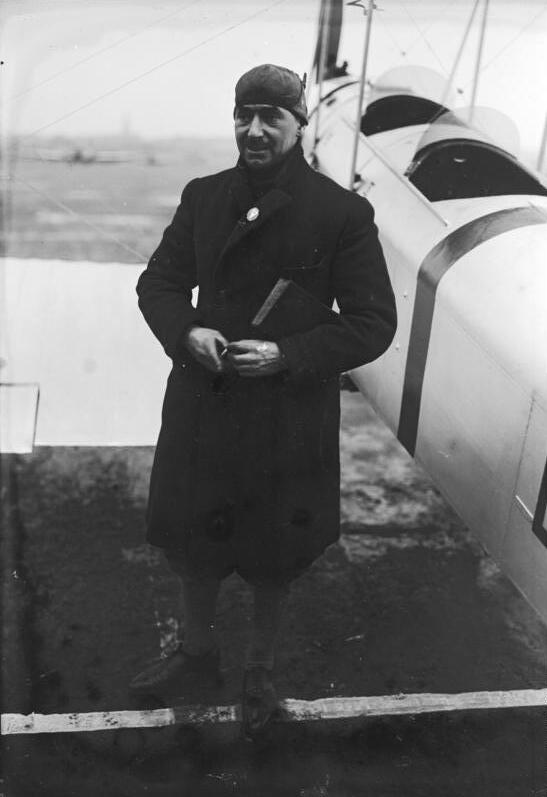
Major James Fitzmaurice in Berlin-Tempelhof im Oktober 1928

„In Irish air transport much has been achieved and a great future develops, of which our people will be justly proud. I feel certain that in that pride of achievement, the adventure of the Bremen will be seen in all its full significance, and that my dead comrades and I, will therefore, not soon be forgotten.“

„In der irischen Luftfahrt ist viel erreicht worden, und es zeichnet sich eine große Zukunft ab, auf die unser Volk zu Recht stolz sein wird. Ich bin mir sicher, dass in diesem Stolz auf das Erreichte das Abenteuer der Bremen in seiner ganzen Bedeutung gesehen werden wird und dass meine toten Kameraden und ich deshalb nicht so schnell vergessen werden.“

Dass es ausgerechnet ein Ire war, der bei der historischen Atlantiküberquerung eine Schlüsselrolle spielte, trug auch zum politischen Selbstbewusstsein des erst wenige Jahre zuvor unabhängig gewordenen Irlands bei. Fitzmaurice' Biograph Teddy Fenelly äußerte in diesem Zusammenhang: „Für Irland, das noch in den Kinderschuhen seiner Unabhängigkeit steckte, repräsentierte Fitz alles Gute und Fortschrittliche in dem neuen Staat; er gab ihm eine Selbstvertrauensspritze in einer Zeit, in der es noch viele Zweifel daran gab, ob er seine eigenen Angelegenheiten tatsächlich würde regeln können.“

### Späteres Leben und Tod
Nach dem erfolgreichen Flug versuchte Fitzmaurice vergeblich, die irische Regierung für den Aufbau des kommerziellen Luftverkehrs zu interessieren. Als seine Bemühungen keinen Widerhall fanden, quittierte er am 2. Februar 1929 seinen Dienst bei der Luftwaffe und ging in die USA, um dort im Flugzeugbau tätig zu werden. Im Januar 1931 ließ er sich von seiner Frau scheiden. 1933 reiste er nach Deutschland, in der Hoffnung, bei deutschen Flugzeugherstellern eine Anstellung zu finden. Auf dieser Reise traf er auch Adolf Hitler und wurde Augenzeuge des Reichstagsbrandes. Während der 1930er-Jahre lebte er vorwiegend in der Umgebung von New York. Während des Zweiten Weltkriegs siedelte sich Fitzmaurice in der Nähe von London an und betrieb dort einen Club für Fliegerveteranen. Nach dem Krieg ging er zurück nach Irland und versuchte sich als Journalist, allerdings mit geringem Erfolg.
Fitzmaurice' fliegerische Pionierleistungen schwanden indes zunehmend aus der öffentlichen Erinnerung in seinem Heimatland; noch 2002 nannte ihn der irische Luftfahrtexperte Niall Weldon einen „vergessenen Helden“. Gebäude, Flugplätze usw. wurden nach bekannten Persönlichkeiten der irischen Unabhängigkeitsbewegung benannt, allen voran Roger Casement, der seit 1965 auch Namenspate des Flugplatzes Baldonnel ist, obwohl er nie mit der Fliegerei zu tun hatte.
Über solchen Erfahrungen wurde Fitzmaurice immer mehr desillusioniert und verbittert. In seinem Nachlass fand man ein Gedicht, das er in das Innere eines Buchdeckels geschrieben hatte, worin er seine Enttäuschung ausdrückte. Gleich fünf der acht Zeilen (nämlich die 1., 2., 5., 7. und 8.) waren dem Gedicht „September 1913“ des irischen Dichters W. B. Yeats entlehnt. Das von Fitzmaurice so modifizierte Gedicht lautete:
Was it for this the wild geese spred

The grey wings upon everytide?

Was it for this the Bremen sped,

For this Fitzmaurice almost died?
Still fumbling in the greasy till

Begrudging thanks they only gave;

Romantic Ireland's dead and gone

It's with O’Leary in the grave.
(Freie Übersetzung: War es das, wofür die Wildgänse ihre grauen Schwingen überallhin ausbreiteten? War es das, wofür die Bremen flog, wofür Fitzmaurice beinahe sein Leben gab? / Während sie in ihren schmierigen Kassen herumwühlten, spendeten sie allenfalls missgünstig Dank. Das romantische Irland ist tot und vorbei, es ist mit [dem Fenier] O’Leary ins Grab gesunken.)
Bei einer anderen Gelegenheit schrieb er: „If you have the misfortune to do anything useful for Ireland, they do everything possible to destroy you. Then when you are dead, they dig you up and laud your praises as a bolster to their own mediocrity.“ („Wenn du das Pech hast, etwas Nützliches für Irland zu tun, tun sie [die Iren] alles, um dich zu vernichten. Und wenn du dann tot bist, graben sie dich aus und preisen dich, um ihre eigene Mittelmäßigkeit größer aussehen zu lassen“.)
In seinen späteren Jahren hatte Fitzmaurice mit erheblichen gesundheitlichen Problemen zu kämpfen und begann zu erblinden. Schließlich starb er mit 67 Jahren und erhielt ein Staatsbegräbnis mit allen militärischen Ehren. Seine sterblichen Überreste ruhen auf dem Glasnevin Cemetery in Dublin.

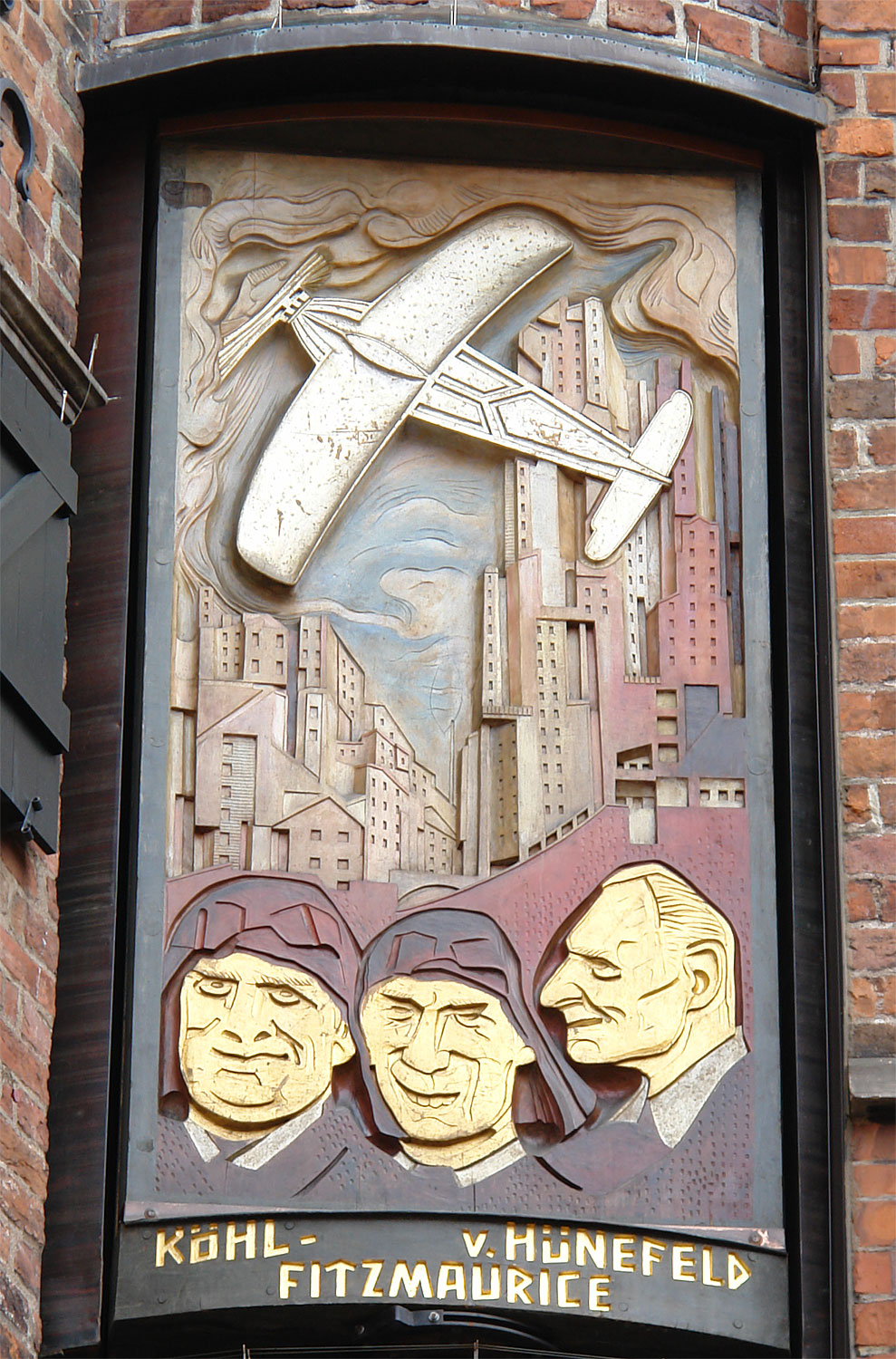
Bildtafel von Bernhard Hoetger mit den Atlantikfliegern Köhl, Fitzmaurice und Hünefeld in der Böttcherstraße in Bremen

In den vergangenen Jahren erfuhr das Andenken an Fitzmaurice' Leistungen indes eine Renaissance in Irland (siehe auch unten: Ehrungen); so wurde der 50. Jahrestag des Ozeanfluges mit einer Feier in Baldonnel begangen, bei der alle noch lebenden Zeitzeugen des Starts und auch die Verwandten Fitzmaurice' eingeladen waren. Im County Council Office (vergleichbar mit dem Kreistag) von Portlaoise seit 1998 eine Büste des Fliegers, und der 90. Jahrestag des Bremen-Fluges 2018 wurde mit einer eindrucksvollen militärischen Zeremonie begangen.

## Ehrungen und Erinnerungen
- Auf Beschluss des amerikanischen Kongresses hin erhielt Fitzmaurice gemeinsam mit Köhl und Hünefeld aus den Händen von Präsident Coolidge das Distinguished Flying Cross der Vereinigten Staaten. Es war dies das erste Mal, dass die Auszeichnung an Ausländer verliehen wurde.[2]
- Die Amerikaner Tom Kennedy und J. O. Donovan schrieben eigens für die Feierlichkeiten anlässlich des erfolgreichen Ozeanfluges ein im Walzertakt gehaltenes Musikstück für Klavier und Gesangsstimme mit dem Titel: „They landed over here from over there“.[20]
- Am 3. Juli 1928 wurden alle drei Atlantikflieger mit der Freedom of the City of Dublin ausgezeichnet, was mit einer Ehrenbürgerschaft vergleichbar ist.
- Am 12. Mai 1929 wurde ein Flugplatz bei Massapequa Park auf Long Island im US-Bundesstaat New York nach James Fitzmaurice benannt. Zu dem Ereignis kamen rund 100000 Menschen. Inzwischen ist der Flugplatz geschlossen, das Gelände ist nunmehr eine Sportstätte.[21]
- Die Preußische Staatsmünze prägte verschiedene Medaillen zu Ehren der Atlantikflieger, teilweise auch mit Reliefs ihrer Unterschriften.[22]
- In den 1950er-Jahren wurde Fitzmaurice zu verschiedenen Anlässen eingeladen. So nahm er am 1. Juni 1955 als Ehrengast am ersten Streckenerprobungsflug der Lufthansa von Shannon nach New York teil.
- Bei seinem letzten Aufenthalt in Deutschland, nur vier Wochen vor seinem Tode, wurde ihm am 1. September 1965 bei der Internationalen Verkehrsausstellung in München durch das International Committee of Aerospace Activities (ICA) die „Pionierkette der Windrose“ verliehen.[23]
- Am 45. Jahrestag des Atlantikfluges wurde im Jahr 1973 auf dem Flugplatz Bladonnel eine Gedenkplakette enthüllt. Sie befindet sich am Hangar 3, worin die Bremen vor ihrem Ozeanflug untergebracht war. Auch der genaue Startpunkt der Bremen wurde inzwischen mit einem Granitstein markiert.
- In Deutschland sind fünf Straßen nach ihm benannt (Bremen am Flughafen, Köln, Münster, Ulm[24] und Pfaffenhofen an der Roth) sowie zahlreiche weitere im englischsprachigen Ausland (u. a. in Wagga Wagga/Australien).
- Im Stadtteil Niederauerbach der pfälzischen Stadt Zweibrücken befindet sich versteckt im Wald des Heilbachtales ein Gedenkstein.[25]
- Die ungarische Post gab 1978, zum, 50. Jahrestages des Bremen-Fluges, eine Briefmarke im Nennwert von 2 Forint zu Ehren der drei Atlantikflieger heraus.[26]
- Erstmals 1978, anlässlich des 50. Jahrestages des Ozeanfluges, gab die irische Post zwei Briefmarken im Wert von 10 und 17 Pence heraus; sie zeigen die Bremen im Flug vor einem wolkigen Himmel, allerdings ist ein namentlicher Hinweis auf einen der Flieger nicht vorhanden.
- Fitzmaurice' Porträt tauchte auf einer irischen Briefmarke erstmals im Jahr 1998, anlässlich des 70. Jahrestages des Bremen-Fluges auf;[19] eine weitere, im Jahr 2012 herausgegebene Briefmarke der irischen Post zeigt Fitzmaurice' Portrait vor dem Hintergrund der über die schneebedeckte kanadische Landschaft fliegenden Bremen.[16]
- In Portlaois, der Stadt seiner Kindheit, wurde am 28. März 2001 in einer nach Fitzmaurice benannten parkähnlichen Anlage („Fitzmaurice Place“) ein Denkmal für den Flugpionier errichtet. Es handelt sich um eine senkrecht stehende Stilisierung des Steuerbordflügels der Bremen. Das Monument steht unter der Obhut der Irish United Nations Veterans Association, einer Veteranenorganisation der irischen Streitkräfte. Das Design stammt von dem Künstler John O’Connor. Inzwischen werden jährlich am 12. April Gedenkveranstaltungen mit Kranzniederlegungen an dem Denkmal durchgeführt.[27][28] Seit 2022 wird in Portlaois das „Festival of Flight“ durchgeführt, ein großes Volksfest mit Veranstaltungen verschiedenster Art.[29]
- Zwei Flugzeuge vom Typ Boeing 787-9 Dreamliner der Fluggesellschaft Norwegian erhielten den Namen James Fitzmaurice, führten jedoch keine Passagiereinsätze für die Fluglinie durch.[30]

## Sonstiges
- Seit seiner Zeit bei der britischen Armee behielt Fitzmaurice lebenslang einen unverkennbar englischen Sprachakzent bei, der sich vom irischen deutlich unterschied.
- Die Junkers W33 Bremen wurde von Hünefeld dem Stadtmuseum New York übereignet. Heute befindet sich das zwar nicht flugfähige, aber ansonsten perfekt restaurierte Flugzeug im Besitz des Henry Ford Museum of American Innovation in Dearborn (Michigan). Aktuell ist es als Leihgabe auf dem Flughafen Bremen ausgestellt.

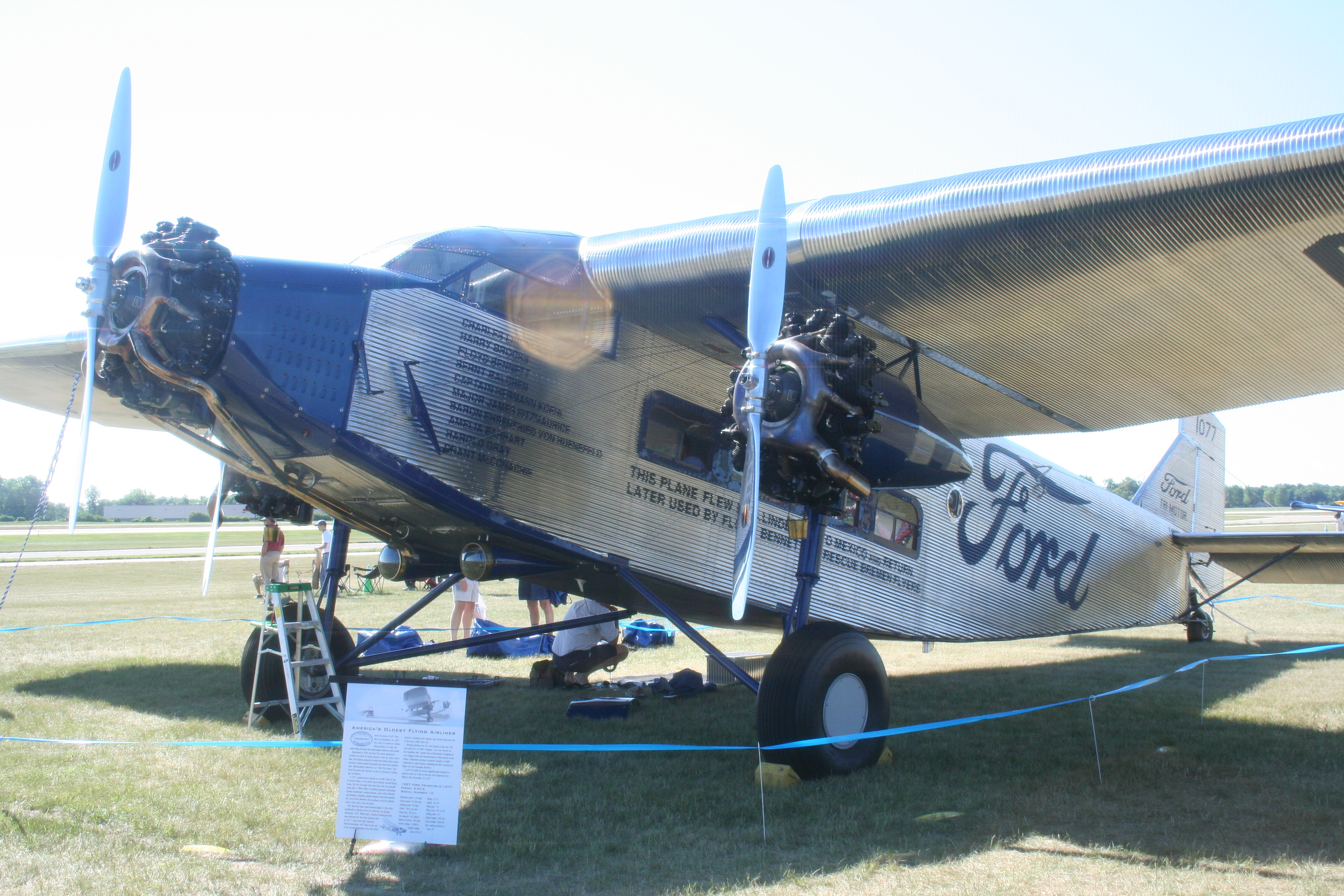
Die Ford Trimotor, mit der die Flugpioniere von Greenly Island abgeholt wurden

- Die Ford Trimotor, mit der die Flugpioniere von Greenly Island abgeholt wurdenDie Ford Trimotor C-1077, mit der Bernt Balchen die europäischen Flugpioniere von Greenly Island abholte, ist noch heute flugfähig und damit eine der ältesten noch flugfähigen Maschinen überhaupt. Auf ihrer Backbordseite sind die Namen zahlreicher bekannter Persönlichkeiten verzeichnet, die als Piloten oder Passagiere mit ihr geflogen sind, darunter Charles Lindbergh, Harry Brooks, Harold Gray, Amelia Earhart und eben auch Köhl, Fitzmaurice und Hünefeld.[31]
- Der Leuchtturm von Greenly Island fiel 1947 einem Feuer zum Opfer und wurde inzwischen durch einen unbemannten ersetzt; ein bereits 1928 errichtetes Denkmal erinnert dort immer noch an die Landung der Bremen.

## Schriften
- Hermann Köhl, James C. Fitzmaurice, E. G. Freiherr von Hünefeld: Unser Ozeanflug. Lebenserinnerungen. Der erste Ost-Westflug über den Atlantik in der Bremen. Union Deutsche Verlagsgesellschaft, Berlin 1928.